# 烏拉什基夫齊
48°53′58″N 25°49′7″E / 48.89944°N 25.81861°E

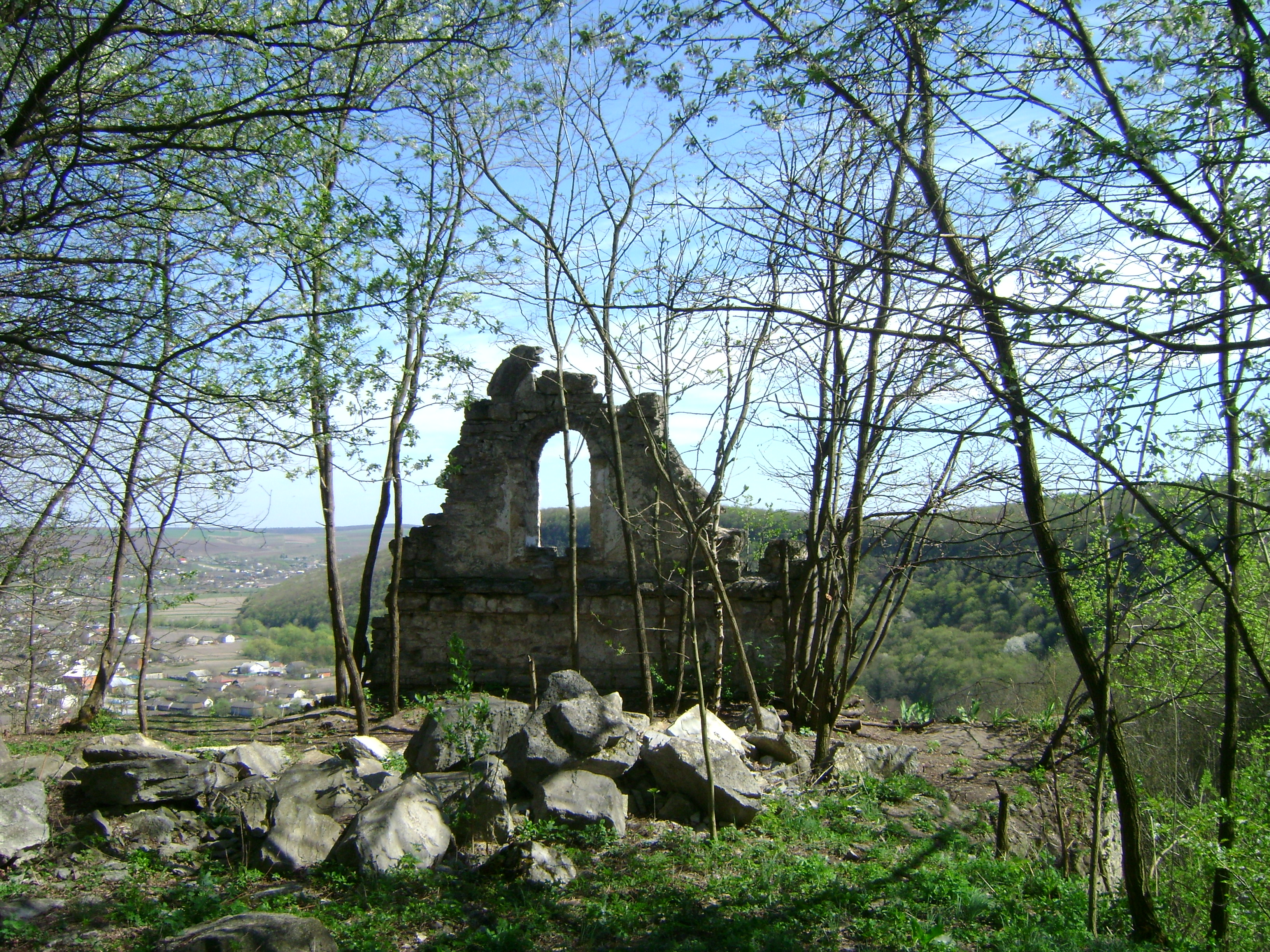

烏拉什基夫齊（羅馬化：Ulashkivtsi）是位於烏克蘭西部特諾皮爾州喬爾特基夫區的村莊，始建於1939年，面積3.55平方公里，2014年人口1,138，人口密度每平方公里320.6人。